# Das Mädchen Irma la Douce
Das Mädchen Irma la Douce (Originaltitel: Irma la Douce) ist eine US-amerikanische Liebeskomödie, die 1963 unter der Regie von Billy Wilder gedreht wurde. Sie basiert auf dem Musical Irma la Douce von Marguerite Monnot und Alexandre Breffort. Wilder verzichtete jedoch darauf, aus dem Stoff ebenfalls ein Filmmusical zu machen.

## Handlung
In der Rue Casanova im Pariser Quartier des Halles werden die Geschäfte des Rotlichtmilieus von der korrupten Polizei toleriert, bis der junge Polizist Nestor Patou in den Bezirk versetzt wird, der sofort eine Razzia einleitet und sämtliche Prostituierte auf die Wache bringen lässt. Unter den Freiern befindet sich leider auch der Chef des örtlichen Polizeireviers, der Nestor sofort vom Polizeidienst suspendiert.
Nestor Patou will seinen Kummer in der Zuhälter-Kneipe Chez Moustache ertränken. Dort trifft er Irma la Douce (la Douce = die Süße, frz.) wieder, in die er sich bei der von ihm eingeleiteten Razzia verliebt hat. Als ihr Zuhälter übel mit ihr umgeht, stellt der ehemalige Polizist Nestor ihn zur Rede und es kommt zum Kampf. Der zunächst unterlegene Nestor gerät zunehmend in Wut und siegt in dem Kampf überragend, wenn auch eher zufällig. Der Sieg trägt ihm den Respekt bei den anderen Zuhältern des Viertels ein. Alle Angehörigen des Milieus (einschließlich Irmas, der anerkannten Primadonna in diesem Milieu) gehen daher ganz selbstverständlich davon aus, dass Nestor nun die Rolle ihres Beschützers (und Zuhälters) übernehmen wird. Irma nimmt Nestor mit in ihre Wohnung.
Von nun an tritt Nestor offiziell als Irmas Zuhälter auf, kann es aber aus Eifersucht nicht ertragen, wenn sie Umgang mit Freiern hat. Er verkleidet sich mit Hilfe des Barkeepers Moustache als reicher englischer Lord X, bezahlt Irma 500 Franc für jedes Treffen und erwartet hierfür nur einige Partien Patience. Sie vereinbaren sich zweimal die Woche zu treffen, so dass Irma keine weiteren Freier mehr annehmen muss.
Um das Geld aufzutreiben, muss Nestor allerdings jede Nacht auf dem Pariser Großmarkt Halles Centrales arbeiten. Da Nestor infolge der nächtlichen harten Arbeit den ganzen Tag über völlig erschöpft und müde ist, vermutet Irma eine Affäre. Sie flirtet in ihrer Enttäuschung mit dem Lord, der anbietet, sie mit auf sein englisches Schloss zu nehmen. Eine zentrale Szene des Films ist die Verführung von Lord X durch Irma. Indem Lord X ihr Hoffnungen macht und ihr seine Impotenz eingesteht („Kriegsverletzung“), appelliert er erfolgreich an ihren Berufsstolz. Mit der offenbar erfolgreichen Verführung macht sich Lord X nun zum Nebenbuhler von Nestor. Das motiviert dramaturgisch die Ermordung von Lord X durch Nestor und macht deutlich, dass Nestor (dessen Alter Ego Lord X ist) ein wenig unter Persönlichkeitsspaltung leidet. Diese Verführung ist Weiterentwicklung einer zentralen Szene aus Manche mögen’s heiß: Dort motiviert der vorgebliche Shell Junior die Sängerin Sugar durch eine ebenso vorgespiegelte Impotenz zur Verführung. Allerdings ist die Verführung in Irma la Douce subtiler dargestellt, wird jedoch von manchen Kritikern für erotisch wirkungsvoller gehalten. Dem Hays Code entsprachen offenbar beide Szenen.
Nestor bekommt den Eindruck, dass Irma „den Lord“ mehr liebt als ihn, und versenkt das Kostüm, das er als Lord X trug, in der Seine. Irmas ehemaliger Zuhälter beobachtet ihn dabei, deutet den Vorfall als Mord an Lord X und denunziert ihn. Nestor wird verhaftet. Moustache rät Nestor den „Mord“ zu gestehen, da ihm die Geschworenen die bizarre Geschichte eines von ihm selbst gespielten Rivalen nicht glauben würden. Aber auch Irma ist davon überzeugt, dass er den „Mord“ begangen hat – aus Liebe zu ihr – und schwört ihm ewige Treue.
Im Gefängnis erfährt Nestor, dass Irma von ihm schwanger ist und kurz vor der Entbindung steht. Nestor kann mit Moustaches Hilfe aus dem Gefängnis fliehen. Sie lassen den Lord wieder aus der Seine „auferstehen“. In einer grotesken Szene steigt Lord X vor den Augen der Polizei in voller gediegener Kleidung eines englischen Lords – über eine Treppe am Ufer – aus den Fluten der Seine.
(Zunächst erscheint dabei allerdings nur der Griff seines Regenschirms über Wasser und imitiert dabei das Periskop eines U-Bootes, eine Anspielung/Persiflage auf entsprechende Kriegsfilme).
Der Vorwurf des „Mordes“ ist mit der Wiederkehr von Lord X nicht mehr haltbar. Nestor und Irma können in buchstäblich letzter Minute vor der Geburt ihrer Tochter heiraten. Als letzter Gast steht ein Mann in feinem Anzug und Hut auf – Lord X – und verabschiedet sich mit den Worten, dass dieses eine andere Geschichte sei. Geburtshelfer der Tochter ist wiederum Moustache (ein Running Gag, weil Moustache im Lauf des Films viele Fähigkeiten für sich reklamiert, vom Kneipenwirt über einen Anwalt bis zum Geburtshelfer, und alle diese Tätigkeiten erfolgreich ausübt).

## Besetzung
Wilder zufolge war Elizabeth Taylor ursprünglich die erste Wahl für Irma, jedoch wollte der Regisseur nichts mit der damaligen Affäre zwischen Taylor und Richard Burton zu tun haben. Auch Marilyn Monroe war für die Titelrolle im Gespräch, da Wilder von ihrem Auftritt in Manche mögen’s heiß begeistert gewesen sein soll, doch sie starb vor Beginn der Dreharbeiten. Die tatsächliche Darstellerin Shirley MacLaine unterzeichnete den Vertrag, ohne das Drehbuch gelesen zu haben, da sie „Vertrauen zu Wilder und Lemmon“ gehabt habe. Als Moustache wollte Wilder Charles Laughton einsetzen, der jedoch an Krebs litt und kurz darauf starb. Tura Satana, die später durch den Film Die Satansweiber von Tittfield bekannt wurde, spielte in dem Film eine Nebenrolle. James Caan hat als „Soldat mit Radio“ einen nicht in der Besetzungsliste genannten Auftritt.

## Deutsche Fassung
Die deutsche Synchronbearbeitung entstand 1963 in den Ateliers der Ultra Film Synchron GmbH in Berlin unter der Regie von Josef Wolf. Das Dialogbuch verfasste Peter Elsholtz.
| Rolle                     | Darsteller        | Synchronsprecher  |
| ------------------------- | ----------------- | ----------------- |
| Nestor Patou alias Lord X | Jack Lemmon       | Georg Thomalla    |
| Irma La Douce             | Shirley MacLaine  | Hannelore Schroth |
| Moustache                 | Lou Jacobi        | Klaus W. Krause   |
| Inspektor Lefevre         | Herschel Bernardi | Arnold Marquis    |

Der Kinostart des Films in der Bundesrepublik Deutschland war am 12. September 1963, die Erstausstrahlung im deutschen Fernsehen am 5. August 1979 im Abendprogramm der ARD.

## Auszeichnungen
Academy Awards
- 1964 Oscar für die beste Musik an André Previn

Golden Globes
- 1964 Golden Globe für die beste Schauspielerin an Shirley MacLaine

Goldene Leinwand, Deutschland
- 1964 Goldene Leinwand

Laurel Awards
- 1964 Golden Laurel für die beste Schauspielerin an Shirley MacLaine
- 1964 Golden Laurel für den besten Schauspieler an Jack Lemmon

## Kritik
„Ein entlassener Pariser Polizist spannt ein naives Straßenmädchen dessen brutalem Zuhälter aus und führt es durch listige, aber nervenaufreibende Doppelgängerei zum Traualtar. Amüsante Verfilmung eines gleichnamigen Musicals. Bemerkenswerter Unterhaltungsfilm mit vielen Gags und einigen anrührenden Tiefen.“

„Kess, witzig und voller Frivolität spielt Shirley MacLaine das berühmte Pariser Straßenmädchen […] Der übereifrige Polizist Jack Lemmon entfaltet in einer Doppelrolle seine Verwandlungskunst. Wilders erfolgreichste Komödie […]“

## Veröffentlichungen

### DVD-Veröffentlichung
- Das Mädchen Irma La Douce. MGM Home Entertainment 2007

### Soundtrack
- André Previn: Irma La Douce Soundtrack. Deluxe Edition. MGM Soundtrack of a United Artists Film. Rykodisk, Salem und London 1998, Tonträger-Nr. RCD 10729 – Stereo-Originalaufnahme der Filmmusik unter der Leitung des Komponisten